# Ferrari 250 Europa
Ferrari 250 Europa är en sportbil, tillverkad av den italienska biltillverkaren Ferrari mellan 1953 och 1954. Den sista bilen som tillverkades lämnade fabriken 1955, den är vit med svart tak.

## Bakgrund
250 Europa ersatte Inter-serien från 1953. Det var Ferraris första seriösa försök att bygga en gran turismo-bil i lite större antal. Modellen delade det mesta av tekniken med 375 America, men med sin lite mindre motor var den främst avsedd för Europa-marknaden, såsom namnet antyder.

## Motor
250 Europa var försedd med en mindre version av Lampredi-motorn.
| Modell     | Motor              | Cylindervolym | Effekt | Bränsle                    |
| ---------- | ------------------ | ------------- | ------ | -------------------------- |
| 250 Europa | 12-cyl V-motor ohc | 2963 cm³      | 200 hk | 3 st Weber 36DCZ förgasare |
| 250 Export | 12-cyl V-motor ohc | 2963 cm³      | 220 hk | 3 st Weber 36DCF förgasare |

## 250 Europa
20 bilar byggdes med täckta karosser från Pininfarina och Vignale och en öppen kaross byggdes av Pininfarina.

## 250 Export
250 Export var egentligen en tävlingsvagn med bland annat kortare hjulbas och femväxlad växellåda. Men ett antal bilar registrerades och användes för gatbruk.